# Amara (cantante 1997)
Adrian Amara, noto semplicemente come Amara (Oslo, 1997), è un cantante e rapper norvegese.

## Biografia
Atlantis (2019), EP d'esordio del cantante, ha superato la soglia delle 10 000 unità equivalenti, venendo certificato oro dalla IFPI Norge; il progetto contiene Holmenkollen Hills, anch'esso disco d'oro. Il terzo EP For fremtiden è divenuto il suo primo ingresso nella VG-lista, esordendo al 15º posto.
L'EP Kognitiv dissonans (2022), classificatosi 28º, ha fatto seguito all'album in studio Skrubbsår og skallebank, uscito nel febbraio 2021. Tre anni più tardi viene reso disponibile per il consumo il secondo LP, dal titolo Stikk i brystet, progetto con cui ottiene il suo miglior posizionamento nella graduatoria norvegese (11º posto). Sempre nella prima metà del 2024 ha conseguito una seconda entrata nella top five norvegese, piazzando Sølvskje alla 4ª posizione.

## Discografia

### Album in studio
- 2021 – Skrubbsår og skallebank (con Chris Abolade)
- 2024 – Stikk i brystet
- 2025 – Skrubbsår og skallebank 2 (con Chris Abolade)

### EP
- 2019 – Atlantis
- 2019 – Sommer 3019 (con Tomy)
- 2020 – For fremtiden
- 2021 – Skallebank (con Chris Abolade)
- 2022 – Kognitiv dissonans

### Singoli
- 2018 – Drikker for mye
- 2019 – Hvor lang tid har jeg
- 2019 – Skateboard
- 2019 – Lange netter (con Tomy)
- 2019 – Halvveis Love
- 2020 – Vampyr
- 2020 – F hva du føler (con Chris Abolade)
- 2020 – Toddy (con Chris Abolade)
- 2021 – 04:25
- 2021 – Gratulerer med dagen
- 2021 – Saltvann
- 2021 – The Rich and the Famous
- 2022 – Bender (feat. Oscar Blesson)
- 2023 – Leve
- 2023 – Beverly Hills
- 2023 – Feber
- 2023 – Prestekrage (con Vilde)
- 2024 – Plz
- 2024 – Thug Lover
- 2024 – Sølvskje (con Bausa)
- 2024 – Natalie (con i 06 Boys)
- 2024 – Gora B (con i Snow Boyz)
- 2024 – Veien
- 2025 – My Life (con Chris Abolade)
- 2025 – John Carew (con Chris Abolade feat. Roc Boyz)